# Гладких Олена Едуардівна
Олена Едуардівна Гладких (*25 грудня 1968, Суми  — †3 квітня 2010 ) — українська художниця. Працювала в галузі станкового живопису і графіки. Членкиня Національної спілки художників України (1994). Членкиня Міжнародної федерації художників ЮНЕСКО (1998). Заслужений художник України (2006).

## Біографія
Народилася в родині інтелігентів Едуарда Валентиновича Гладких  — інженер-будівельник і Тамари Петрівни Барзилович — інженер-електрик. Двоюрідний дід Смольнянінов Віктор Михайлович (брат бабусі) був художником, навчався в Петербурзькій академії мистецтв. Особливий вплив на естетичне виховання справив дідусь — Петро Барзилович, колишній директор сумського заводу електронних мікроскопів (тепер Selmi), який для онуки був товаришем і радником. Матір виховувала світосприйняття, почуття краси у всьому: в одязі, манерах.

### Творчі, починання, успіхи
Цікавість до малювання виявилася у 2-3 роки. Пізніше Олена говорила, що її завжди захоплювало як з-під олівця на білому аркуші з'являються малюнки зайчиків, медведиків, і, звісно, її цікавив сам процес як таїнство творчості. Перші малюнки дитинства — це герої казок, ілюстрації до прочитаних книжок. Перша презентація Олени як художниці відбулася у 9-ти річному віці — газета «Піонерська правда» визнала її переможницею у конкурсі найкращого малюнка на тему «Пожежа у лісі», привітати з перемогою прийшов до школи інспектор Управління пожежної охорони.

### Навчання
Випускниця Сумської школи № 4. закінчила Сумську художню школу. Брала уроки малювання у найкращих педагогів Київського Художнього інституту. Закінчила музичну школу по класу фортепіано.
У 1986—1991 рр. навчалася на факультеті графіки Харківського художньо-промислового інституту (викладач з фаху — О. Векленко).

### Художниця
У 1994 році Олена Гладких стає однією із наймолодших членів Національної спілки художників України.
1998 — член Міжнародної федерації художників ЮНЕСКО.

#### Основні виставки
- 1997 — персональна виставка, Центральний Будинок Художників, Москва, Росія

- 1998 — персональна виставка, Центральний Будинок Художників, Москва, Росія

- 1998 — «Арт-Салон 98», Москва, Росія.

- 1999 — «Euroart 99», Барселона, Іспанія.

- 2000 — «Арт-Салон 2000», Москва, Росія.

- 2000  —"GMAC Expo Bastille", Париж, Франція.
- 2011 — посмертна виставка «Спогади про майбутнє» в Сумському обласному художньому музеї імені Н. Онацького[1].
- 2012 — виставка в Сумській муніципальній галереї[2]
- 2019 — виставка у Сумській міській галереї «Я завжди буду молодою…»[3][4].

Виставки в Італії, Македонії, Угорщині та інших країнах.
Твори художниці зберігаються в Музеї сучасного мистецтва (Москва), Національному Києво-Печерському заповіднику, Сумському художньому музеї.[джерело?]

### Хвороба і смерть
Олена в стрімкому темпі життя ніколи не скаржилася на погане самопочуття. Про її хворобу знали лише близькі: мати, батько, молодший брат. Останні картини написала за 2 тижні до смерті. Померла на Великдень 3 квітня 2010 року. Похована на Центральному міському кладовищі у м. Суми.
Через рік, напередодні дня смерті художниці, 2 квітня 2011 р. за ініціативи НСХУ, при підтримці міської і обласної адміністрації м. Сум, на будинку, де народилася, жила і працювала Олена Гладких по вул. Герасима Кондратьєва, 46, була встановлена меморіальна дошка на якій написані її слова:[джерело?]
| Я завжди буду молодою! А мої картини завжди будуть приносити радість людям… |